# 祖尼跳棋
祖尼跳棋（Awithlaknannai），是流行於美國新墨西哥州祖尼族的兩人跳棋類，與中東跳棋有關。

## 棋具
- 棋盤為偶數的菱形，以一條直線所串連。

- 各以兩色棋子區分敵我，每方棋子相等，但數不一定，等於棋點總數減一再除以二。

## 規則

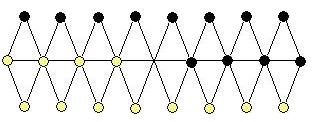
祖尼跳棋初始位置

- 棋子皆放在棋點上。每方棋子放在離自己最近的一條橫列上，以及中間橫列的左邊棋點。棋盤中間的棋點為空位。

- 任何棋子皆須需棋盤上的斜縱橫線移動。

- 每回合玩家可能有二種行動，以跳吃為優先：
  - 跳吃：己棋跳過一枚鄰邊的敵棋落到同方向的緊連空點，然後把被跳過的敵棋移出棋盤，必須連跳吃。
  - 移動：當無法跳吃時，移動一己子到鄰邊的空棋點。

- 消滅所有敵棋者獲勝。[2]

## 外部連結
- 遊戲介紹 （页面存档备份，存于）